# Bryophryne nubilosus
Bryophryne nubilosus is een kikker uit de familie Strabomantidae. De soort werd voor het eerst wetenschappelijk beschreven door Edgar Lehr en Alessandro Catenazzi in 2008.
De soort komt endemisch voor in de vallei Cosñipata ten noord oosten van Cuzco in Peru.